# Jörgen Ljungberg
Jörgen Ljungberg (ur. 11 listopada 1967) – szwedzki trójboista siłowy i strongman.

## Życiorys
Jörgen Ljungberg wziął udział w indywidualnych Mistrzostwach Świata Strongman 2003, jednak nie zakwalifikował się do finału w wyniku kontuzji.
Wymiary:
- wzrost 175 cm
- waga 110 – 120 kg

Rekordy życiowe:
- przysiad 400 kg
- wyciskanie ? kg
- martwy ciąg ? kg

## Osiągnięcia strongman
- 1996
  - 6. miejsce - Mistrzostwa Szwecji Strogman
- 1997
  - 2. miejsce - Mistrzostwa Szwecji Strogman
- 2000
  - 6. miejsce - Mistrzostwa Szwecji Strogman
- 2001
  - 5. miejsce - Mistrzostwa Szwecji Strogman
  - 10. miejsce - Super Seria 2001: Sztokholm
- 2003
  - 2. miejsce - Mistrzostwa Szwecji Strogman
- 2004
  - 2. miejsce - Mistrzostwa Szwecji Strogman
  - 9. miejsce - Super Seria 2004: Göteborg